# Флинт, Эрик
Эрик Флинт (англ. Eric Flint; 6 февраля 1947 — 17 июля 2022) — американский писатель
. Писал, в основном, фантастику в жанре альтернативная история, однако у него есть также юмористические произведения в жанре фэнтези.
Имел учёную степень по истории, специализировался на истории Западной Африки. Сменил множество профессий (преимущественно рабочих), участвовал в профсоюзном и левом движении (член Социалистической рабочей партии).
Наиболее известны его серия из семи романов о Велизарии (вместе с Дэвидом Дрейком) и серия 1632 об американском городке, перенесённом в Германию во время Тридцатилетней войны.
Начиная с середины 2000-х годов, начал работу в сотрудничестве с Дэвидом Вебером, в соавторстве с которым, а также самостоятельно, написал несколько романов в веберовский цикл о Хонор Харрингтон, главным образом, концентрируясь на супершпионах Викторе Каша и Антоне Зилвицком. В свою очередь, Вебер принимает активное участие в цикле 1632.
Флинт также занимался редакторской работой, издавая сборники рассказов ранних фантастов, например Кита Лаумера, Рэндалла Гарретта и других.
Скончался 17 июля 2022 года.